# Timia persica
Timia persica är en tvåvingeart som beskrevs av Willi Hennig 1965. Timia persica ingår i släktet Timia och familjen fläckflugor.
Artens utbredningsområde är Iran. Inga underarter finns listade i Catalogue of Life.